# Mianowice
Mianowice is een dorp in de Poolse woiwodschap Pommeren. De plaats maakt deel uit van de gemeente Damnica en telt 310 inwoners.